# 중설 비원순 고모음
중설 비원순 고모음(中舌 非圓脣 高母音) 또는 중설 평순 폐모음(中舌 平脣 閉母音)은 모음의 하나이다.
- 이 모음은 혀의 위치를 전설모음일 때와 후설모음일 때의 중간 정도로 해서 발음하는 중설모음이다.
- 이 모음은 입술을 둥글게 하지 않고 발음하는 비원순모음이다.
- 이 모음은 자음이 되지 않을만큼 혀의 위치를 높게 해서 발음하는 고모음이다.

## 조음법
혀를 높게 하여 발음한다. 혀가 구부러진 모양을 전설 비원순 고모음 /i/와 후설 비원순 고모음의 중간 형태가 되도록 하여 발음한다.

## 예
| 언어     | 철자      | 발음         | 뜻           |
| 러시아어 | ты        | [t̪ɨ]         | 너           |
| 과라니어 | yvy       | [ɨʋɨ]        | 땅           |
| 베트남어 | bưng      | [ʔɓɨŋ˧˧]     | (…을) 나르다 |
| 와유어   | paanüküin | [pa:nɨkɨinː] | 너의 입      |

## 한글 표기
- 베트남어: '으'로 적는다.
- 러시아어, 폴란드어: '이'로 적는다.